# Vykopávky (film)
Vykopávky (v anglickém originále The Dig) je britský film režiséra Simona Stona z roku 2021. Příběh filmu vychází ze stejnojmenné knihy Johna Prestona z roku 2007, připomínající události z roku 1939 z vykopávek v Sutton Hoo. V hlavních rolích se objevili Carey Mulligan, Ralph Fiennes, Lily James, Johnny Flynn, Ben Chaplin, Ken Stott, Archie Barnes a Monica Dolan.
Film byl ve Spojených státech promítán ve vybraných kinech od 15. ledna 2021 a následně dne 29. ledna 2021 zveřejněn na Netflixu.

## Obsazení
| Carey Mulliganová | Edith Pretty     |
| Ralph Fiennes     | Basil Brown      |
| Lily James        | Peggy Preston    |
| Johnny Flynn      | Rory Lomax       |
| Ben Chaplin       | Stuart Piggott   |
| Ken Stott         | Charles Phillips |
| Archie Barnes     | Robert Pretty    |
| Monica Dolanová   | May Brown        |

## Vznik filmu
V září 2018 bylo oznámeno, že Nicole Kidmanová a Ralph Fiennes jednají o účinkování ve filmu. V srpnu 2019 nicméně Kidmanová do projektu již zapojena nebyla a místo ní byla obsazena Carey Mulliganová. Práva filmu se také přesunula z BBC Films na Netflix. Lily James se k obsazení filmu přidala v září stejného roku. V říjnu 2019 se k obsazení filmu přidali Johnny Flynn, Ben Chaplin, Ken Stott a Monica Dolanová.
Natáčení začalo v Shacklefordu v Surrey v říjnu 2019, odehrávalo se také v Suffolku poblíž původního místa naleziště.